# Tour du Doubs 2024
Il Tour du Doubs 2024, trentanovesima edizione della corsa, valido come evento dell'UCI Europe Tour 2024 categoria 1.1 e come ottava prova della Coppa di Francia, si svolse il 14 aprile 2024 su un percorso di 178,9 km, con partenza da Morteau e arrivo a Pontarlier, in Francia. La vittoria fu appannaggio del francese Lenny Martinez, il quale completò il percorso in 4h11'31", alla media di 42,68 km/h, precedendo il connazionale Clément Berthet e lo spagnolo José Manuel Díaz.
Sul traguardo di Pontarlier 102 ciclisti, dei 119 partiti da Morteau, portarono a termine la competizione.

## Squadre e corridori partecipanti
| N.    | Cod. | Squadra                         |
| ----- | ---- | ------------------------------- |
| 1-6   | COF  | Cofidis                         |
| 11-16 | GFC  | Groupama-FDJ                    |
| 21-26 | DAT  | Decathlon AG2R La Mondiale Team |
| 31-36 | ARK  | Arkéa-B&B Hotels                |
| 41-46 | TEN  | TotalEnergies                   |
| 51-56 | LTD  | Lotto Dstny                     |
| 61-66 | UXM  | Uno-X Mobility                  |
| 71-76 | BBH  | Burgos-BH                       |
| 81-86 | CJR  | Caja Rural-Seguros RGA          |
| 91-96 | EUS  | Euskaltel-Euskadi               |

| N.      | Cod. | Squadra                       |
| ------- | ---- | ----------------------------- |
| 101-106 | TNN  | Team Novo Nordisk             |
| 111-116 | VBF  | VF Group-Bardiani CSF-Faizanè |
| 121-126 | EKP  | Equipo Kern Pharma            |
| 131-136 | AUB  | St Michel-Mavic-Auber93       |
| 141-146 | UCN  | CIC U Nantes Atlantique       |
| 151-156 | VRR  | Van Rysel-Roubaix             |
| 161-166 | NMC  | Nice Métropole Côte d'Azur    |
| 171-176 | PWB  | Philippe Wagner-Bazin         |
| 181-186 | BAI  | Bike Aid                      |
| 191-196 | HAC  | Hrinkow Advarics              |

## Ordine d'arrivo (Top 10)
| Pos. | Corridore           | Squadra   | Tempo    |
| ---- | ------------------- | --------- | -------- |
| 1    | Lenny Martinez      | Groupama  | 4h11'31" |
| 2    | Clément Berthet     | Decathlon | a 4"     |
| 3    | José Manuel Díaz    | Burgos    | a 8"     |
| 4    | Eric Fagúndez       | Burgos    | a 10"    |
| 5    | Guillaume Martin    | Cofidis   | s.t.     |
| 6    | Nicolas Prodhomme   | Decathlon | s.t.     |
| 7    | Jesús Herrada       | Cofidis   | s.t.     |
| 8    | Clément Braz Afonso | U Nantes  | s.t.     |
| 9    | Eduardo Sepúlveda   | Lotto     | s.t.     |
| 10   | Raúl García Pierna  | Arkéa     | s.t.     |